# Monopterus hodgarti
Monopterus hodgarti is een straalvinnige vissensoort uit de familie van de kieuwspleetalen (Synbranchidae). De wetenschappelijke naam van de soort is voor het eerst geldig gepubliceerd in 1913 door Chaudhuri.